# Silvio Piccini
Silvio Piccini (Udine, 1877 – Pagnacco, 1954) è stato un architetto italiano.

## Biografia
Architetto e scultore udinese. Artista d'istinto, negli anni giovanili si accosta al nuovo linguaggio Liberty proponendo gli stilemi della Secessione viennese. 
La sua produzione artistica sarà concentrata sul territorio della città di Udine dove realizzerà alcune opere di architettura di notevole importanza come l'edificio della distilleria Canciani e Cremese in Viale Ledra; la manifattura Burghart in Viale delle Ferriere; la Casa Guatti in piazzetta Gorgo; il Villino Gobessi di via Lumignacco; la casa-studio per il pittore Gasparini in viale delle Ferriere; la bottega del sellaio in via Poscolle; la scuola professionale di Pagnacco; la chiesa di Brazzacco; e la casa di campagna a Zampis. 
Silvio Piccini fu un artista poliedrico e, oltre che di edilizia e scultura, si interessò di varie arti applicate: elaborò macchine per tagliare il marmo e organizzò una fonderia artistica da cui uscivano sculture realizzate a cera persa (tecnica poi approfondita dal figlio Marx Piccini).
Esegue numerose opere di scultura tra le quali: il monumento al poeta Pietro Zorutti per la Società di Abbellimento e Progresso di Gorizia; due statue in pietra a soggetto allegorico collocate nel giardino della Casa Reale Romena a Bucarest; ritratto di L. Rizzani nella Scuola Professionale di Pagnacco; ritratto di G. Garibaldi a S. Vito al Tagliamento; due ritratti di personaggi udinesi nei sottoportici del Palazzo Comunale di Udine; ritratto del poeta Bonini nell'atrio della biblioteca comunale di Udine; ritratto di Pecile di Fagagna e di Schiavi di Tolmezzo. Ricordiamo anche le sculture in legno: la Madonna della chiesa di Zuliano; balaustra del presbiterio della chiesetta di S. Rocco a Udine; porta della Cappella Mori oggi Chiurlo nel camposanto di S. Vito di Udine e diversi bozzetti. 
Emigrato in America, decora a stucco il Palazzo delle Poste di S. Francisco, riedificato dopo il disastroso terremoto. Ritornato in Italia, progetta e costruisce da sé le prime macchine per tagliare il marmo nel nuovo laboratorio di via Mentana, che diventerà ditta "Silvio Piccini e figli". Qualche anno dopo organizza nella casa - laboratorio di via Podgora la fonderia d'arte a cera persa con i figli Marx e Gino. Dopo la guerra 1915 / 1918 modella le decorazioni delle campane del Duomo di Udine. Collabora nello studio di D'Aronco come progettista, nel mobilificio Sello, nell'officina Calligaris e nel laboratorio Tremonti. Milita nei ranghi del socialismo turatiano e, prima dell'avvento del fascismo, è consigliere di minoranza nel Comune di Udine. Negli ultimi vent'anni si dedicherà con grande passione all'istruzione popolare e durante l'ultima occupazione nazista fa parte del C.L.N. assumendo, dopo la liberazione, la carica di vice Sindaco di Pagnacco.

## Elenco edifici

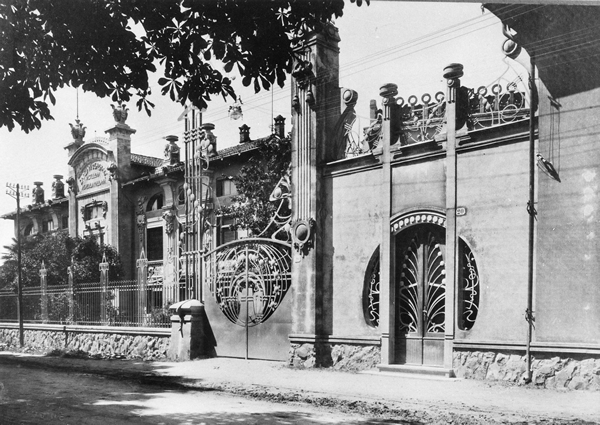
Distilleria Canciani e Cremese, 1905.

- Ristrutturazione edificio manifattura Burghart (1901);
- Casa Guatti, Piazzetta Gorgo (1903);
- Distilleria Canciani e Cremese (1905);
- Villino Gobessi, Via Lumignacco (1912);
- Casa-studio per il pittore Gasparini, Viale delle Ferriere;
- Bottega del sellaio, Via Poscolle;
- Scuola professionale di Pagnacco;
- Casa di campagna, Zampis;

Non essendoci stata una catalogazione adeguata delle opere architettoniche progettate da Silvio Piccini, a tutt'oggi, un numero imprecisato di edifici Liberty ad Udine non ha nessuna paternità oppure è attribuito ad altro progettista.

## Monumenti e sculture
- Monumento al poeta Pietro Zorutti per la Società di Abbellimento e Progresso di Gorizia;
- Statue in pietra a soggetto allegorico collocate nel giardino della Casa Reale Romena a Bucarest;
- Ritratto di L. Rizzani nella Scuola Professionale di Pagnacco;
- Ritratto di G. Garibaldi a S. Vito al Tagliamento;
- Due ritratti di personaggi udinesi nei sottoportici del Palazzo Comunale di Udine;
- Ritratto del poeta Bonini nell'atrio della biblioteca comunale di Udine;
- Ritratto di Pecile di Fagagna;
- Ritratto di Schiavi di Tolmezzo;
- Campane della Cattedrale di Santa Maria Maggiore di Udine Duomo di Udine (1920), fuse dalla fonderia Broili di Udine;
- Madonna della chiesa di Zuliano;
- Balaustra del presbiterio della chiesetta di S. Rocco a Udine;
- Portale della Cappella Mori oggi Chiurlo nel camposanto di S. Vito di Udine;
- Diversi elaborati in ceramica per la manifattura Burghart.